# Make-Up Artists and Hair Stylists Guild
El Sindicato de maquilladores y peluqueros (Make-Up Artists and Hair Stylists Guild) es un sindicato estadounidense que representa a maquilladores y peluqueros en largometrajes, programas de televisión, comerciales, eventos de redes en vivo y producciones teatrales en los Estados Unidos. Los miembros del sindicato han sido reconocidos por varias organizaciones honorarias dedicadas a las artes y han ganado numerosos Premios Óscar, Premios Emmy, BAFTA y Premios Saturn. El Gremio de Maquilladores y Peluqueros es el Local 706 de la Alianza Internacional de Empleados de Escenarios Teatrales.

## Resumen
El sindicato organiza premios anuales del Gremio de Maquilladores y Peluqueros. En 2016, los premios se dividieron en 19 categorías diferentes. El sindicato también otorga premios Lifetime Achievement Awards para honrar los logros destacados en la industria, así como un premio especial al artesano distinguido otorgado a un actor o cineasta por sus contribuciones creativas.

### Categorías de premios
- Largometraje cinematográfico
  - Mejor maquillaje contemporáneo
  - Mejor peluquería contemporánea
  - Mejor maquillaje de época y/o personaje
  - Mejor peinado de época y/o personaje
  - Mejores efectos especiales de maquillaje
- Serie de televisión y nuevos medios
  - Mejor maquillaje contemporáneo
  - Mejor peluquería contemporánea
  - Mejor maquillaje de época y/o personaje
  - Mejor peinado de época y/o personaje
  - Mejores efectos especiales de maquillaje
- Películas hechas para televisión o especiales
  - Mejor maquillaje contemporáneo
  - Mejor peluquería contemporánea
  - Mejor maquillaje de época y/o personaje
  - Mejor peinado de época y/o personaje
  - Mejores efectos especiales de maquillaje
- Comerciales y Videos Musicales
  - Mejor maquillaje
  - Mejor peinado
- Producción Teatral
  - Mejor maquillaje
  - Mejor peinado
- Programación infantil y juvenil
  - Mejor maquillaje
  - Mejor peinado
- Televisión diurna
  - Mejor maquillaje
  - Mejor peinado